# 真理的语义理论
真理的语义理论（Semantic theory of truth）声称对某个命题为真的任何断言，可以只作为形式上的需要而做出来，不管表达命题自身用了什么语言。
真理的语义概念，以不同的方式同符合和紧缩的概念有关，是由波兰逻辑学家Alfred Tarski在1930年代出版的著作引发的。Tarski在《On the Concept of Truth in Formal Languages》中尝试公式化一种新的真理的理论来解决说谎者悖论。在其中他做出了很多数学发现，最著名的是塔斯基不可定义性定理，它类似于哥德尔不完全定理。粗略的说，它声称一个给定语言的句子的真理概念不能在这个语言内被一致性的定义出来。

## T-模式
要公式化有关语言学事情的理论，为了避免语义悖论比如说谎者悖论，区分你谈话用的所谓对象语言和你使用的所谓元语言，一般是必须的。在下面，引用起来的句子如"P"总是对象语言的句子。所有没有引用起来的东西都是元语言的。Tarski的实质充分条件，也叫做约定T或T-模式，声称真理的任何可行的理论必须包含它，对于一个语言的所有句子P有：
(1) "P"为真，当且仅当p。
（这里的p简写了由目标语言的句子"P"所表达的，元语言中的命题。）
例如
(2) "雪是白的"为真，当且仅当雪是白的。
（2）的前半部分关于句子"雪是白的"。后半部分是关于雪的一个事实。这些句子（1和2等）被叫做"T-句子"。它们看起来平凡的原因是，对象语言和元语言是同一种语言，在这里是汉语。而下面的也是T-句子：
(3) "Der Schnee ist weiß"（德语）为真，当且仅当雪是白的。
（注意按Tarski最初的公式化，这个理论只适用于形式语言是重要的。他感觉自然语言太复杂和不正规而不适合形式处理。但是Tarski的方法被唐纳德·戴维森扩展为自然语言的意义理论的方法，这涉及到把"真理"当作原始的而不是定义的概念。(参见真理条件语义）。

## 真理
Tarski发展的这个理论，给出了真理的归纳定义为如下。
对于包含~（"非"）、&（"与"）、v（"或"）和量词（"所有"和"存在"）的语言L，Tarski的真理的归纳定义为如下：
- (i)否定~A为真，当且仅当A不为真。
- (ii)合取A&B为真，当且仅当A为真并且B为真。
- (iii)析取A v B为真，当且仅当A为真或者B为真。
- (iv)全称陈述"对于所有x有A(x)"为真，当且仅当每个对象都满足"A(x)"。
- (v)存在陈述"存在x有A(x)"为真，当且仅当至少有一个对象满足"A(x)"。

它们解释了（建造自连结词和量词）复杂句子的真理条件如何被归约到它们的构件的真理条件。最简单的构件是原子句子。真理的当代语义定义原子句子的真理为如下：
- (vi)原子句子F(x1,...,xn)为真（有关于指派值到变量x1, ..., xn），如果变量的相应的值具有谓词F所表达的关系。

Tarski自己定义原子句子的真理的方式，不使用来自语义的任何技术术语，比如上面的"所表达的"。这是因为他希望以真理的方式定义这些语义术语，所以如果在真理自身的定义中使用其中之一将是循环的。Tarski的真理的语义概念在现代逻辑和当代语言哲学中扮演了重要角色。Tarski的语义理论是否应当被算做符合论或紧缩论是有争议的。Tarski自己好像有意作为对经典符合论的精致。

## 延伸閱讀
- Simon Blackburn and Keith Simmons, eds., 1999. Truth. Oxford University Press, ISBN 0198752504.
- Wilfred Hodges, 2001.  Tarski's truth definitions （页面存档备份，存于）.  In the Stanford Encyclopedia of Philosophy.
- Richard Kirkham, 1992.  Theories of Truth.  Bradford Books, ISBN 0262611082.
- Alfred Tarski, 1944.  The Semantic Conception of Truth and the Foundations of Semantics （页面存档备份，存于）.  Philosophy and Phenomenological Research 4.

## 外部連結
- Tarski's Truth Definitions （页面存档备份，存于）（an entry of Stanford Encyclopedia of Philosophy （页面存档备份，存于））
- Alfred Tarski, 1944.  The Semantic Conception of Truth and the Foundations of Semantics （页面存档备份，存于）.  Philosophy and Phenomenological Research 4.